# Expédition à l'île Maurice
Expédition à l'île Maurice (titre originel anglais : The Mauritius Command) est un roman historique de l'écrivain britannique Patrick O'Brian paru en 1977. Quatrième titre de la série consacrée aux personnages de Jack Aubrey et Stephen Maturin, elle traite de la conquête des Mascareignes par les forces armées britanniques durant les guerres napoléoniennes.
Une adaptation radiophonique de 2011 dirigée par Bruce Young pour BBC Radio 4.

## Résumé
Le docteur Maturin rend visite à son vieil ami Aubrey, enfin marié à Sophie Williams. Mais le mariage n'est pas aussi heureux qu'il devrait être ; la ruine de Mrs. Williams, forcée de loger désormais chez son gendre, en est le plus terrible aspect.
Une expédition pour lutter contre de nouvelles frégates françaises, envoyées pour empêcher les vaisseaux de la compagnie des Indes de passer Le Cap, est montée, et Jack Aubrey est nommé le commodore de l'escadre, qui doit reprendre La Réunion et l'île Maurice aux Français, tout en neutralisant leur flotte.

## Éditions deExpédition à l'île Maurice

### Éditions anglophones
Éditions originelles seulement.
- (en) Patrick O'Brian, The Mauritius Command, Londres, Collins, 1977 (ISBN 0-00-221316-8)
- (en) Patrick O'Brian, The Mauritius Command, New York, Stein and Day, 1978 (ISBN 0-8128-2476-8)

### Éditions françaises
- Patrick O'Brian (trad. Florence Herbulot), Expédition à l'île Maurice, Paris, Presses de la Cité, 1997 (ISBN 2-258-04555-X)
- Patrick O'Brian (trad. Jean-Charles Provost et Florence Herbulot), La « Surprise ». Expédition à l'île Maurice, Paris, France loisirs, 1998 (ISBN 2-7441-1402-2)
- Patrick O'Brian (trad. Florence Herbulot), Expédition à l'île Maurice, Paris, Pocket (no 10899), 2000 (ISBN 2-266-10019-X)
- Patrick O'Brian (trad. Jean-Charles Provost et Florence Herbulot, préf. Hubert Prolongeau), Les aventures de Jack Aubrey, vol. 1 : Maître à bord. Capitaine de vaisseau. La « Surprise ». Expédition à l'île Maurice, Paris, Omnibus, 2000 (réimpr. 2010) (ISBN 2-258-05473-7 et 978-2-258-08422-3)